# Š

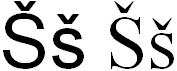
Ilustrace

Písmeno Š (S s háčkem) se používá především ve slovanských a baltských jazycích. Jde o 23. písmeno české abecedy, označující neznělou postalveolární frikativu [ʃ].
Toto písmeno zavedl do češtiny při reformě gramatiky Jan Hus. V roce 1830 jej přejal Ljudevit Gaj do chorvatštiny, později přešlo do bosenštiny a slovinštiny a dalších jazyků. Naproti tomu polština používá nadále spřežku sz.
Vyskytuje se také v abecedách litevštiny, lotyštiny, sámštiny, slovenštiny, chorvatštiny, slovinštiny, srbštiny, makedonštiny, bosenštiny, šajenštiny, sújských dialektů a latinské abecedy běloruštiny.
V polštině, kde se používá spřežkový systém, je jeho obdobou grafém sz. V cyrilici je jeho obdobou písmeno Ш (viz normu ISO-9).

## Zápis v počítači

### Velké Š
| formát/znaková sada | zápis                       | kód (kódový bod)     |
| ------------------- | --------------------------- | -------------------- |
| Unicode             | U+0160 nebo U+0043 + U+030C | 352 resp. 16016      |
| Html                | &Scaron;                    | &#352; resp. &#x160; |
| Windows-1250        | –                           | 138 resp. 8A16       |
| ISO 8859-2          | –                           | 169 resp. A916       |
| CP852               | –                           | 230 resp. E616       |
| TeX                 | /v S                        | -                    |

### Malé Š
| formát/znaková sada | zápis                       | kód (kódový bod)     |
| ------------------- | --------------------------- | -------------------- |
| Unicode             | U+0161 nebo U+0063 + U+030C | 353 resp. 16116      |
| Html                | &scaron;                    | &#353; resp. &#x161; |
| Windows-1250        | –                           | 154 resp. 9A16       |
| ISO 8859-2          | –                           | 185 resp. B916       |
| CP852               | –                           | 231 resp. E716       |
| TeX                 | /v s                        | -                    |